# باشگاه فوتبال آرسنال کی‌یف
باشگاه فوتبال آرسنال کیف (به اوکراینی: ФК «Арсенал» Київ) باشگاه فوتبال اوکراینی است که در شهر کیف قرار دارد و هم‌اکنون در لیگ برتر فوتبال اوکراین بازی می‌کند.
این باشگاه در تاریخ ۱۸ دسامبر ۲۰۰۱ تأسیس شد

## افتخارات
- جام حذفی فوتبال اوکراین
  - نایب قهرمان (۲)